# ТЕС Сан-Северо
41°37′37″ пн. ш. 15°25′26″ сх. д. / 41.62694° пн. ш. 15.42389° сх. д.
ТЕС Сан-Северо – теплова електростанція на півдні Італії у регіоні Апулія, провінція Фоджа. Споруджена з використанням технології комбінованого парогазового циклу.
Введена в експлуатацію у 2011 році, станція має один блок номінальною потужністю 400 МВт. У ньому встановлена одна газова турбіна потужністю 280 МВт, яка через котел-утилізатор живить одну парову турбіну з показником 135 МВт.
Загальна паливна ефективність ТЕС становить 55%.
Як паливо станція використовує природний газ, котрий постачається із національної газотранспортної системи через відвід довжиною 22 км.
Зв’язок із енергомережею відбувається по ЛЕП, розрахованій на роботу із напругою 380 кВ.
Проект реалізували через компанію En Plus, котра належить Alpiq (66,7%) та Eviva (33,3%).